# Golf en los Juegos Panamericanos

Golf

La prueba de Golf fue admitida en los Juegos Panamericanos desde la décima séptima edición que se celebró en Toronto en Canadá en 2015.

## Eventos
Los siguientes eventos son los realizados en la prueba de golf, según la sede son los eventos realizados.
| - Individual | - Individual | - Equipo mixto |

## Resultados

### Individual Masculino
| Edición               | Oro                    | Plata                 | Bronce                  |
| --------------------- | ---------------------- | --------------------- | ----------------------- |
| Toronto 2015 Detalle  | Marcelo Rozo (COL)     | Tommy Cocha (ARG)     | Felipe Aguilar (CHI)    |
| Lima 2019 Detalle     | Fabrizio Zanotti (PAR) | José Toledo (GUA)     | Guillermo Pereira (CHI) |
| Santiago 2023 Detalle | Abraham Ancer (MEX)    | Sebastián Muñoz (COL) | Dylan Menante (USA)     |

### Individual Femenino
| Edición               | Oro                     | Plata                 | Bronce                |
| --------------------- | ----------------------- | --------------------- | --------------------- |
| Toronto 2015 Detalle  | Mariajo Uribe (COL)     | Andrea Lee (USA)      | Julieta Granada (PAR) |
| Lima 2019 Detalle     | Emilia Migliaccio (USA) | Julieta Granada (PAR) | Paula Hurtado (COL)   |
| Santiago 2023 Detalle | Sofía García (PAR)      | Mariajo Uribe (COL)   | Alena Sharp (CAN)     |

### Equipo Mixto
| Edición              | Oro                                                                     | Plata                                                                | Bronce                                                                    |
| -------------------- | ----------------------------------------------------------------------- | -------------------------------------------------------------------- | ------------------------------------------------------------------------- |
| Toronto 2015 Detalle | Colombia · Mateo Gómez · Paola Moreno · Marcelo Rozo · Mariajo Uribe    | Estados Unidos Kristen Gillman Beau Hossler Andrea Lee Lee McCoy     | Argentina Tommy Cocha Manuela Carbajo Re Delfina Acosta Alejandro Tosti   |
| Lima 2019 Detalle    | Estados Unidos Stewart Hagestad Emilia Migliaccio Brandon Wu Rose Zhang | Paraguay Carlos Franco Sofia García Julieta Granada Fabrizio Zanotti | Canadá · Austin Connelly · Mary Parsons · Joey Savoie · Brigitte Thibault |

## Medallero Histórico
Actualizado Santiago 2023'
| Núm. | País           | Oro | Plata | Bronce | Total |
| ---- | -------------- | --- | ----- | ------ | ----- |
| 1    | Colombia       | 3   | 2     | 1      | 6     |
| 2    | Paraguay       | 2   | 2     | 1      | 5     |
| 3    | Estados Unidos | 2   | 2     | 1      | 5     |
| 4    | México         | 1   | 0     | 0      | 1     |
| 5    | Argentina      | 0   | 1     | 1      | 2     |
| 6    | Guatemala      | 0   | 1     | 0      | 1     |
| 7    | Chile          | 0   | 0     | 2      | 2     |
| 8    | Canadá         | 0   | 0     | 1      | 1     |